# Elzéar Pin
Pour les articles homonymes, voir Pin.
Elzéar Pin (né à Apt le 9 août 1813, mort à Paris le 5 mai 1883) est un homme politique français. Élu représentant en 1848 puis député en 1871, il siège comme sénateur de 1876 à 1883.

## Biographie
Elzéar Pin est le fils de Jules César Pin, notaire à Apt. Il est le benjamin d'une fratrie de quatre enfants dont Fortuné, Adrien et Marie-Thérèse. Ses premières passions sont la littérature, la poésie et l'agriculture.
Il fait ses premières armes de journaliste à Apt, en collaborant au Vert-Vert, au Corsaire, au Messager de Vaucluse et à la Revue Aptitienne.
Le gouvernement provisoire de 1848 le désigne comme sous-commissaire de la République à Apt. Élu, le 23 avril 1848, représentant de Vaucluse à l'Assemblée constituante, il siège à gauche. Son mandat est marqué par ses votes contre les poursuites vis-à-vis de Louis Blanc et de Marc Caussidière, pour l'abolition de la peine de mort, pour le droit au travail et pour la Constitution.

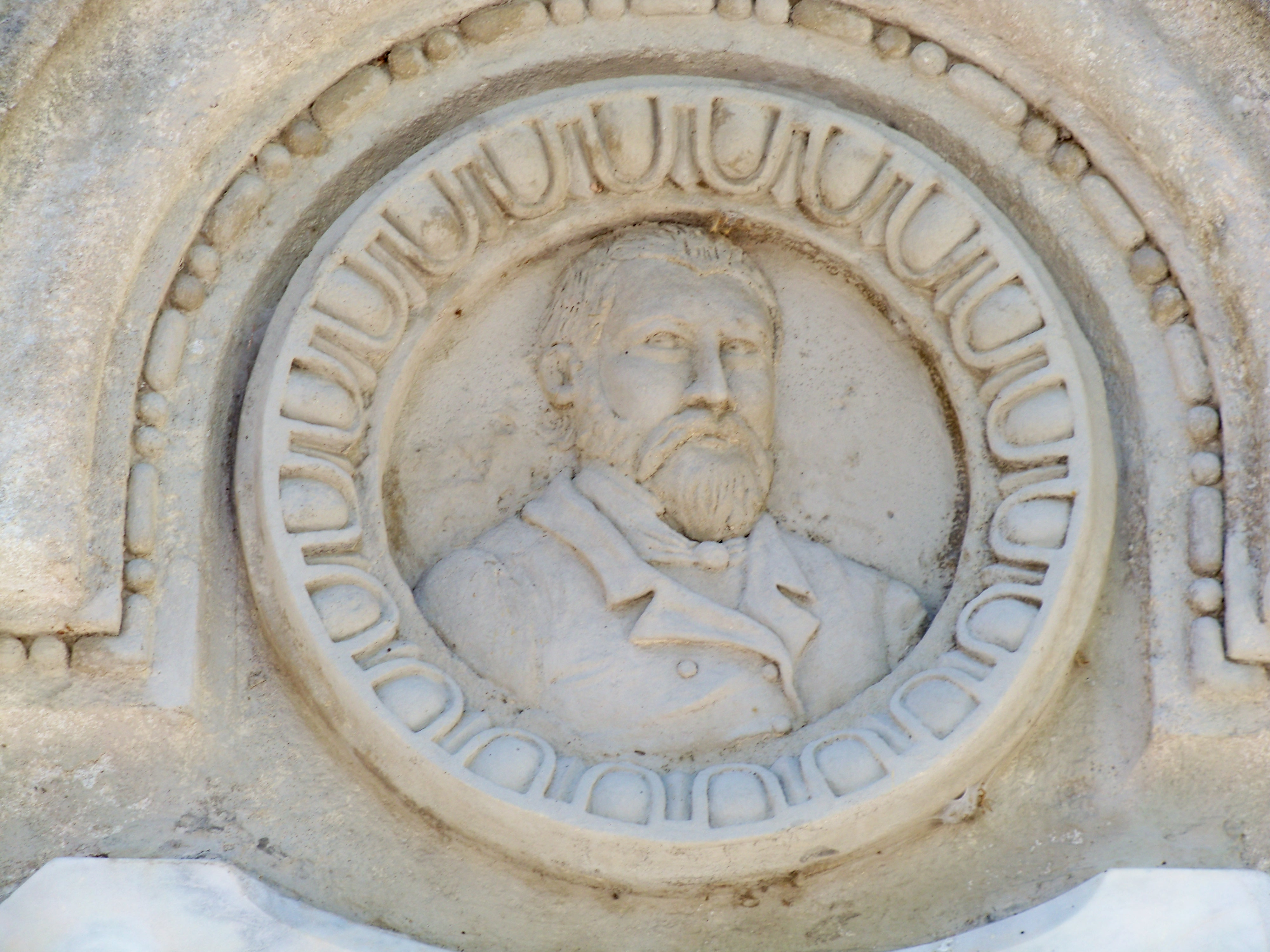
Bas-relief d'Elzéar Pin à Apt

Opposé vivement à la politique du prince-président, il n'est pas réélu et, lors du coup d'État du 2 décembre 1851, il est exilé. Amnistié en 1859, il se tient à l'écart de la politique. Après la défaite de Sedan, le 8 février 1871, il est élu à l'Assemblée nationale. Il soutient le gouvernement de Thiers. Élu conseiller général du canton d'Apt le 8 octobre 1871, il se présente au scrutin sénatorial du 30 janvier 1876 et est élu sénateur de Vaucluse.
Sous la Troisième République, le gouvernement Ferry promulgue la loi du 30 juillet 1881, dite de « réparation nationale », qui alloue une pension ou rente viagère aux citoyens français victimes du coup d'État du 2 décembre 1851 et de la loi de sûreté générale. La Commission générale chargée d'examiner les dossiers, présidée par le Ministre de l'Intérieur, est composée de représentants du ministère, de conseillers d'État, et comprenait huit parlementaires, tous d'anciennes victimes : quatre sénateurs (Victor Hugo, Jean-Baptiste Massé, Elzéar Pin, Victor Schœlcher) et quatre députés (Louis Greppo, Noël Madier de Montjau, Martin Nadaud et Alexandre Dethou).
Il est réélu sénateur, le 8 janvier 1882. Elzéar Pin meurt à Paris le 5 mai 1883, et est remplacé au Sénat, le 22 juillet suivant, par son compatriote vauclusien Alfred Naquet.

## Œuvres
On connait de lui deux ouvrages :
- Poèmes et sonnets 1839.

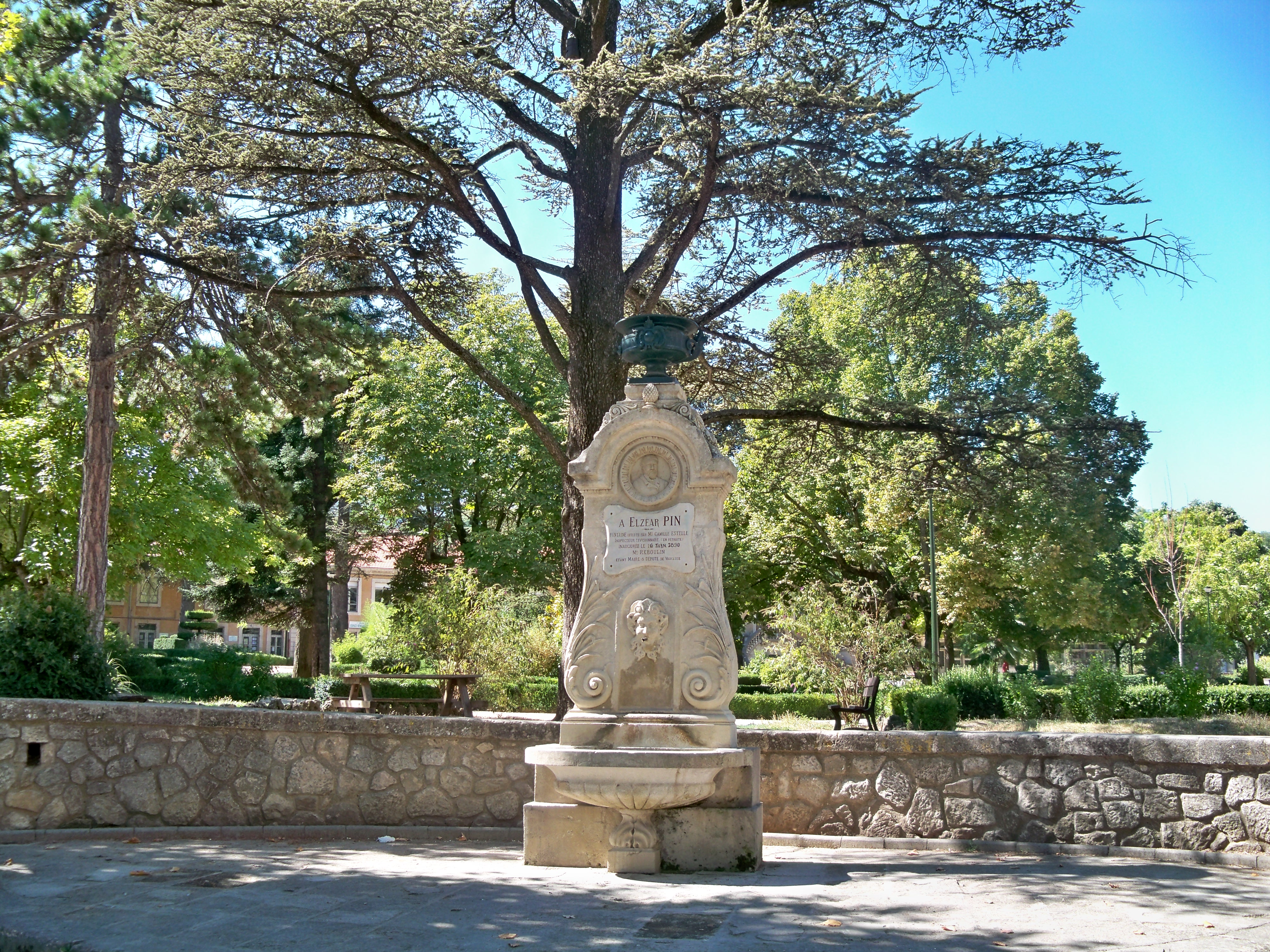
La fontaine Elzéar Pin, près du jardin public

- Projet de ferme régionale et essai d'endiguement de la Durance à Villelaure 1848

## Hommage
Une fontaine, près du jardin public d'Apt, lui a été dédiée. Offerte par Camille Estelle, inspecteur divisionnaire en retraite, elle fut inaugurée par Eugène Reboulin, député-maire de Vaucluse, le 12 avril 1896.